# Nikolaus Wirsing der Ältere

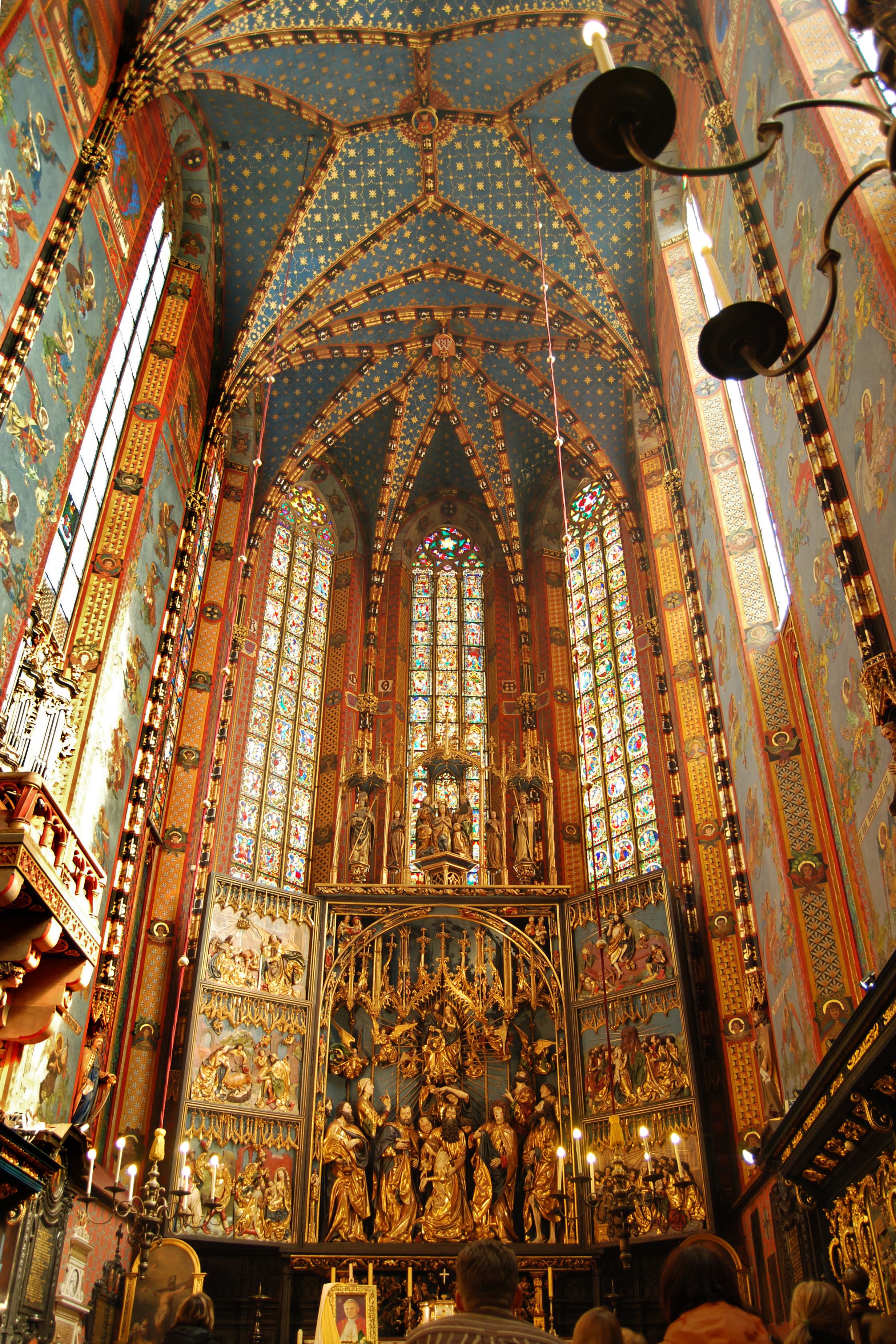
Presbyterium der Marienbasilika, von Wirsing gestiftet

Nikolaus Wirsing der Ältere (polnisch: Mikołaj Wierzynek Starszy, * im 13. Jahrhundert; † 4. Oktober 1360 in Krakau) war ein Kaufmann, Bankier und Vogt deutscher Abstammung im Königreich Polen bzw. in dessen Hauptstadt Krakau. Er gehörte der Krakauer Patrizierfamilie Wirsing an.

## Leben
Wirsing ist seit 1316 in Krakau nachweisbar. Kurze Zeit später war er bereits Schöffe und Ratsherr der Stadt. Er machte Karriere am polnischen Königshof von Ladislaus Ellenlang und Kasimir dem Großen. 1334 schloss er mit dem Rat der Stadt Breslau einen Vertrag über die Errichtung und den Betrieb von Mühlen auf der Oderinsel Bürgerwerder. Zudem erwarb er zahlreiche Güter um Krakau. 1336 wurde er Vogt von Wieliczka, 1341 zudem Truchseß von Sandomir sowie Generalverwalter des polnischen Königshofs zu Krakau. Er führte für den polnischen Königshof zahlreiche diplomatische Missionen, unter anderem an den Kaiserhof Karls IV. in Prag. Er war Geldgeber sowohl der polnischen Könige wie auch des Kaisers. Er finanzierte den Bau des Presbyteriums der Krakauer Marienbasilika und stiftete in ihrer Nähe die St.-Barbara-Kirche. Er war Vater von Nikolaus Wirsing dem Jüngeren.